# Nhân bó đơn độc
Trong hành não ở người, nhân đơn độc, (Tiếng Latin: Nucleus tractus solitarii, Tiếng Anh: solitary nucleus) còn được gọi là nhân bó đơn độc (SN hoặc NTS) là một chuỗi các nhân cảm giác thuần túy (cảm giác tạng) gồm các cụm tế bào thần kinh của 3 dây thần kinh sọ số VII, IX và X. Chúng tạo thành một cột thẳng đứng màu xám - vật chất nằm trong hành não. Thông qua trung tâm của SN chạy bó đơn độc, một bó sợi thần kinh màu trắng, bao gồm các sợi từ thần kinh mặt, hầu họng và phế vị, tạo ra SN. SN dự báo, trong số các vùng khác, sự hình thành lưới, tế bào thần kinh mang thai phó giao cảm, vùng dưới đồi và đồi thị, hình thành các mạch góp phần điều hòa tự chủ. Các ô dọc theo chiều dài của SN được sắp xếp gần đúng với chức năng; ví dụ, các tế bào liên quan đến vị giác nằm ở phần thân, trong khi những tế bào nhận thông tin từ các quá trình tim mạch-hô hấp và tiêu hóa được tìm thấy ở phần đuôi.